# Tabăra din Răzoare
Tabăra din Răzoare este un film românesc din 2012 regizat de Cristi Iftime. Rolurile principale au fost interpretate de actorii Alex Potocean, Lorena-Andrada Zăbrăuțanu.

## Distribuție
Distribuția filmului este alcătuită din:
- Lucian Iftime — Silviu
- Dan Aștilean — Doctor
- Alexandru Potocean — Alex
- Lorena-Andrada Zăbrăuțanu — Vera
- Andrei Șerban